# Ramat Golda

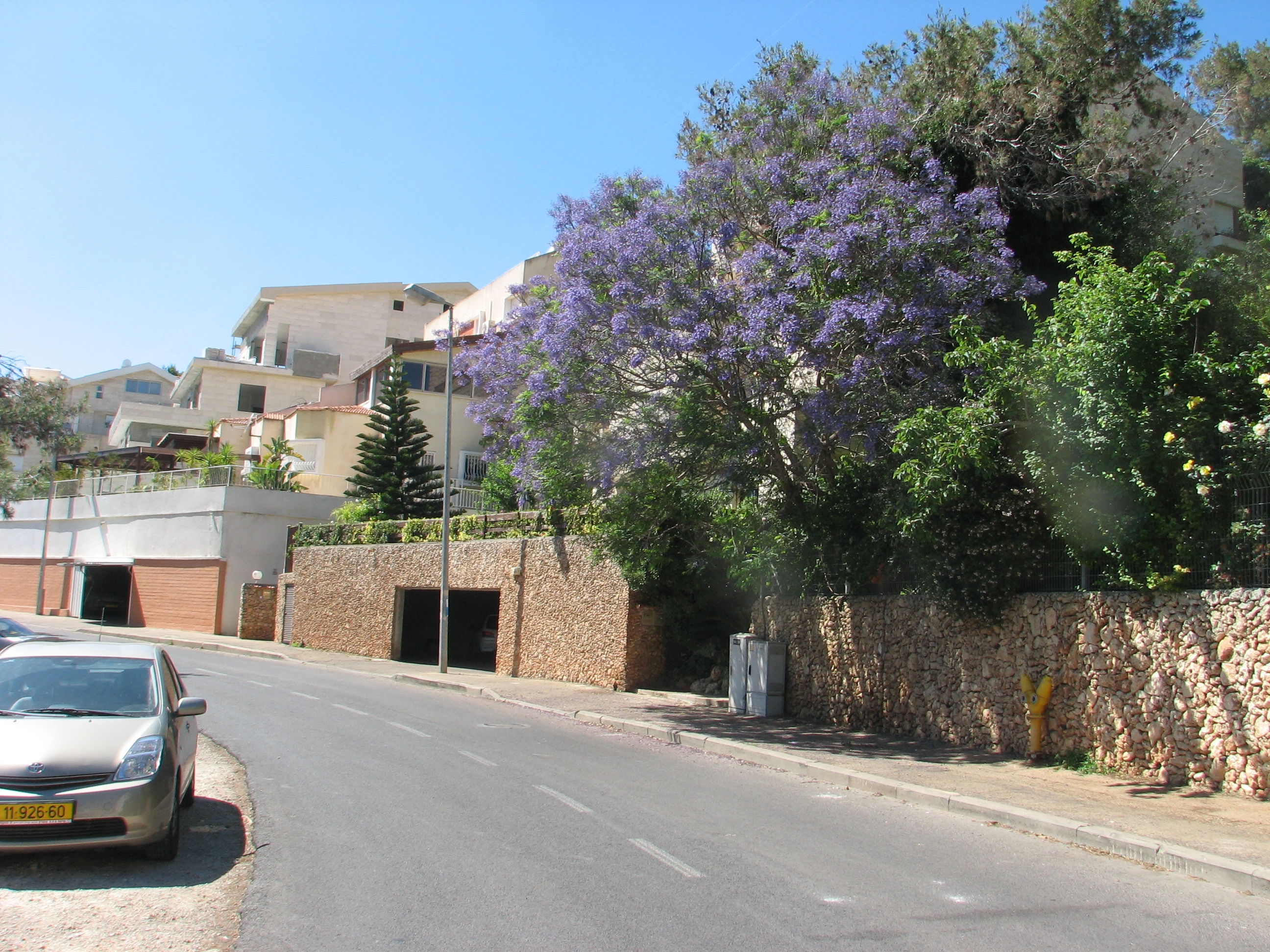
Zástavba v ulici Rechov Golda Me'ir ve čtvrti Ramat Golda

Ramat Golda (hebrejsky: רמת גולדה, doslova Goldina výšina) je čtvrť v jižní části Haify v Izraeli. Nachází se v administrativní oblasti Ramot ha-Karmel, v pohoří Karmel.

## Geografie
Leží v nadmořské výšce přes 350 metrů, cca 5 kilometrů jižně od centra dolního města. Na jihu a jihovýchodě s ní sousedí čtvrť Hod ha-Karmel, na severu čtvrť Ramat Almogi, na západě Ramat Begin. Nachází se na vyvýšené terase, kterou ohraničují hluboká údolí, jimiž protékají četná vádí. Na jižní a jihozápadní straně je to Nachal Ovadja. Údolí těchto sezónních toků jsou souvisle zalesněna. Hlavní dopravní osou této oblasti je třída Sderot Aba Chuši. Populace je židovská.

## Dějiny
Byla zřízena jako součást masivní bytové výstavby, která od poloviny 70. let 20. století probíhala v této části města, v jejímž rámci došlo k rozšíření rezidenčních ploch. Plocha této městské části dosahuje 0,72 kilometru čtverečního). V roce 2008 tu žilo 2280 lidí. Pojmenována je podle Goldy Meirové, bývalé izraelské premiérky.